# Château de Lavoûte-Polignac
Le château de Lavoûte-Polignac est un château situé à Lavoûte-sur-Loire, dans le département de la Haute-Loire, en région Auvergne-Rhône-Alpes. Il fut la résidence favorite de la famille de Polignac, une très ancienne famille française dont on peut remonter la généalogie par filiations probables jusqu'à la fin du IXe siècle.

## Histoire
La première apparition connue dans les textes anciens du château de Lavoûte-Polignac et de sa dépendance l'église Saint-Maurice de Lavoûte-sur-Loire (Sancti Mauricii in locus vallis Amblivinae) qui était un prieuré de l'abbaye de Tournus attesté dans la charte du roi  Henri en 1059  se trouve dans la Nouvelle histoire de l'abbaie royale et collégiale de Saint-Filibert et de la ville de Tournus par Pierre Juénin en 1733 . Il y est écrit se basant sur les archives de cette abbaye :
« Le vendredi après l'octave de Pâques de l'an 1251 l'abbé [Renaud] remit à Armand de Polignac, abbé de Saint-Pierre de la Tour au Pui en Velay pour le temps de sa vie seulement la  Maison  ou Prieuré de la Voûte qui est dans ce païs-là avec toutes ses dépendances… ». « Lundi avant les Rameaux de l'année suivante [le 25 mars 1253] le même Armand étant à Tournus fit hommage à notre abbé du château de la Voûte et de ses dépendances, hommages que ceux de la Maison de Polignac ont ensuite renouvelé plusieurs fois [en] 1279, 1309, 1327, 1330, 1357, 1387… ». Il est dit toutefois qu'à sa mort, en 1257, Armand restitua dans son testament à son neveu, le vicomte Armand V, dont il avait été le tuteur, le château et ses dépendances.
Il y avait 4 tours d’angle et 3 ailes. Le castel était défendu par une double ligne de remparts. Se trouvait aussi un donjon intérieur au centre de la cour qui pouvait servir autrefois de clocher. Le donjon et les fortifications auraient, selon G Chabron, l'historien de la famille, été entrepris au XIVe siècle sous le vicomte Randon Armand X, le même qui était à l'origine de la construction du grand donjon de la forteresse de Polignac près du Puy en Velay : « Et en même temps ce vicomte fit bâtir les grosses tours du château de la Voûte, de Brive […], de Châteauneuf de Randon de Saint-Laurent-le-haut et fit clore de murailles les lieux de Saint-Paulien et de Saint-Geneys… ».
D'après Chabron, le grand corps de logis aurait été construit par le vicomte François Armand XVI dit « le grand Justicier » (1514-1562) : « il fit aussi bâtir le grand corps de logis du château de Lavoûte et un beau pont de pierre sur la rivière Loire, mais ce pont ne fut bonnement achevé qu'il fut emporté par le grand débordement de cette rivière en 1559 ». La gravure de Meunier datée de 1788 représentant le château, la disposition des parcelles cadastrales sur le cadastre napoléonien et un tableau datant du début du XVIIe siècle  représentant le château à cette époque permettent d'émettre l'hypothèse qu'il existait un donjon à l’extrémité de l'une des ailes ainsi qu'une enceinte extérieure à l'enceinte actuelle ou fausse braye. 
Le domaine de Lavoûte fut remanié au XVIIe siècle dans l'esprit du temps par le vicomte de Polignac, Gaspard-Armand XVIII (1579-1659), le petit-fils de François Armand XVI.
Le château fut vendu comme bien national en 1793 après l'émigration des Polignac en Autriche puis en Russie. Exploité d'abord comme carrière de pierres, en partie de ce fait réduit à l'état de ruines, il fut quelques années après acquis par une famille locale, les Giron. Au XIXe siècle, la famille de Polignac rachète le château et Melchior de Polignac (1857-1925), comte du nom, fait restaurer l’aile sud qui est le seul bâtiment du corps de logis encore debout aujourd'hui.

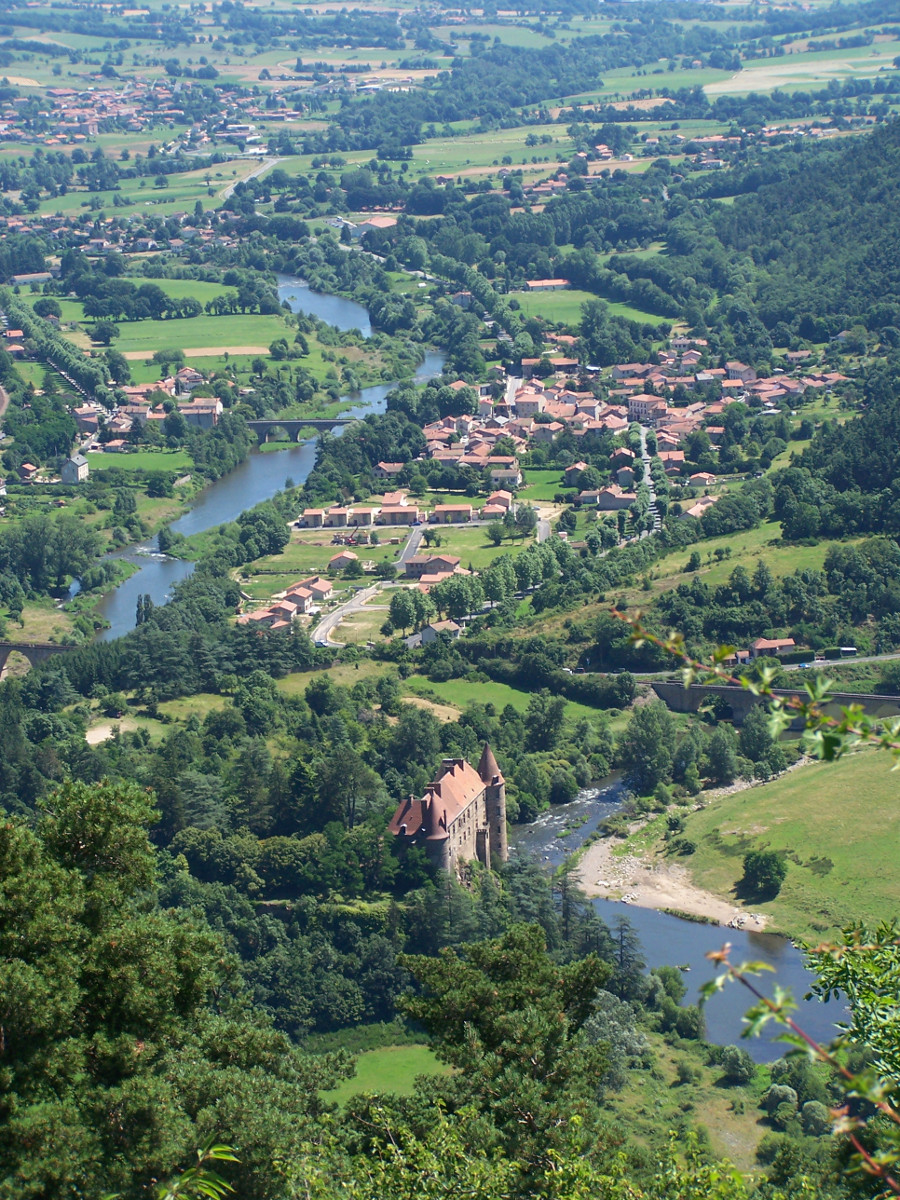
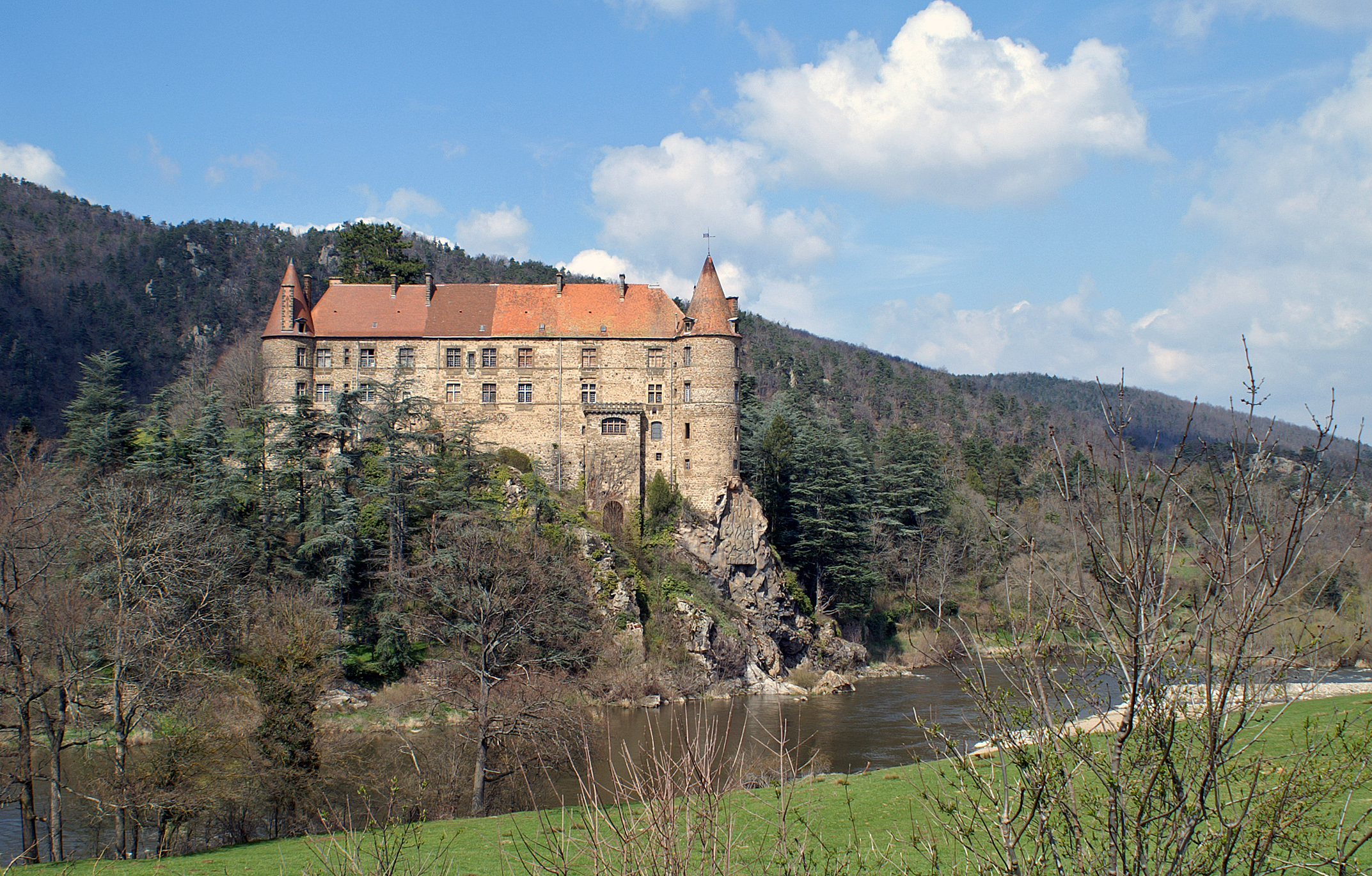
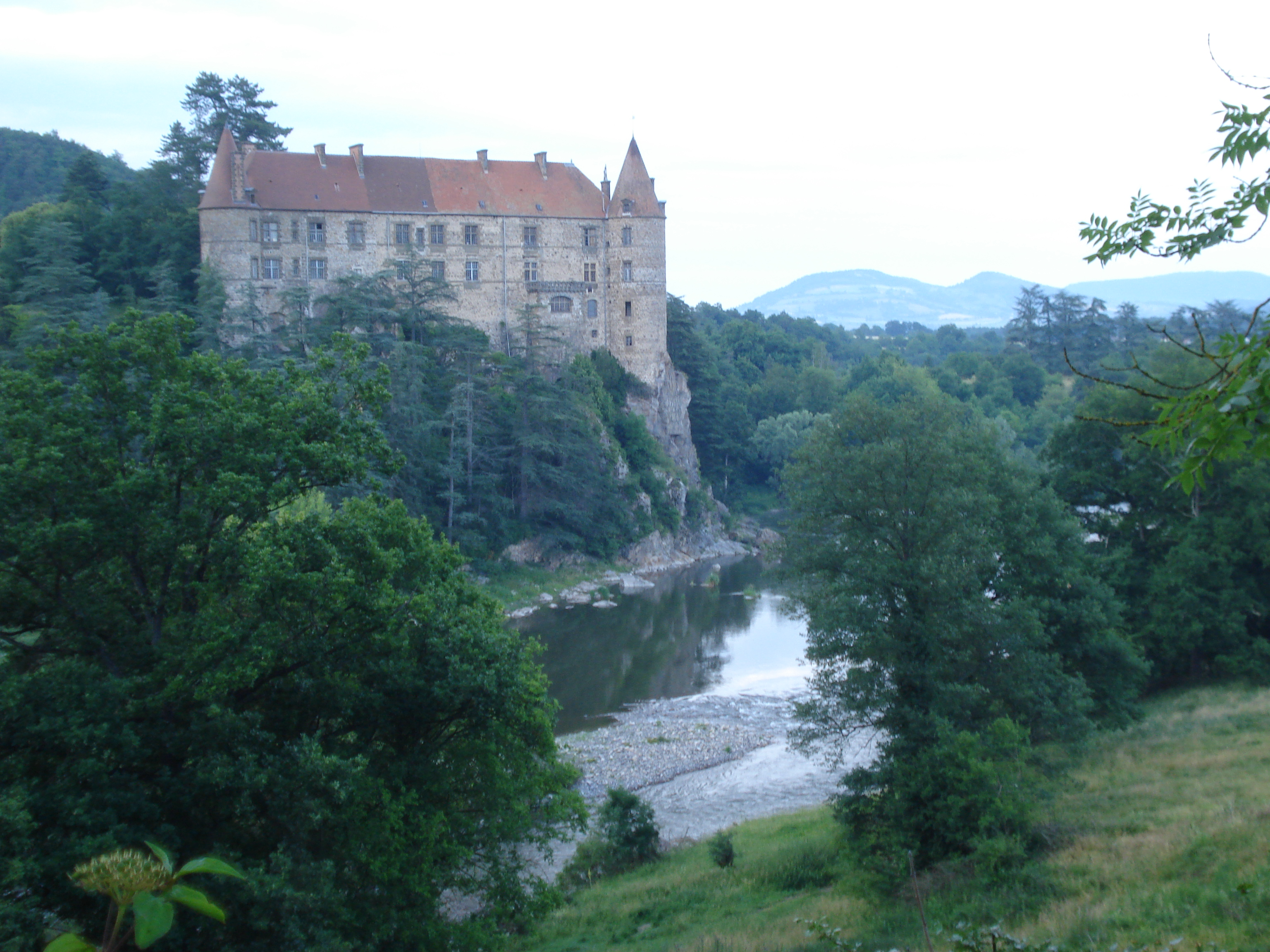
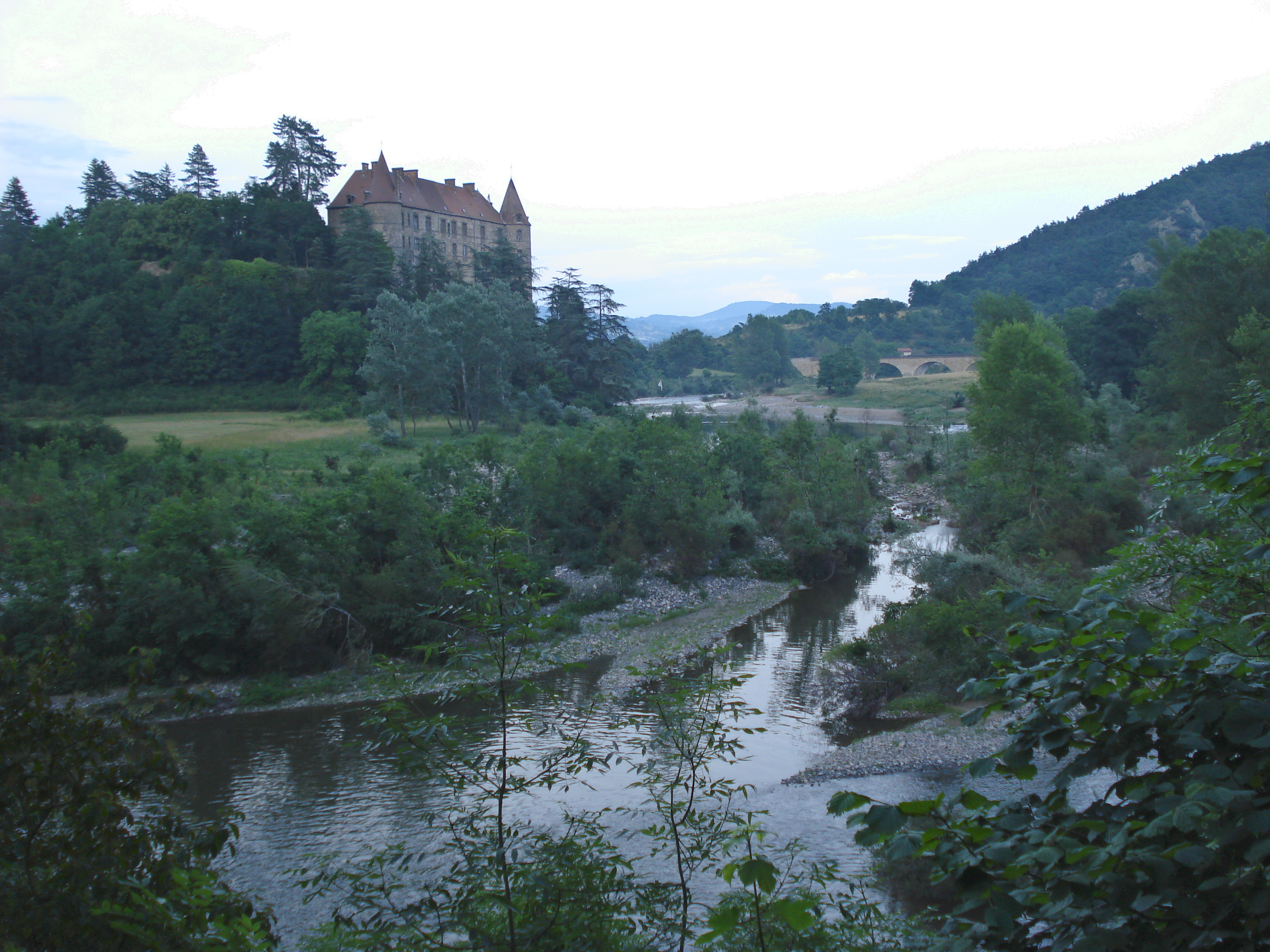
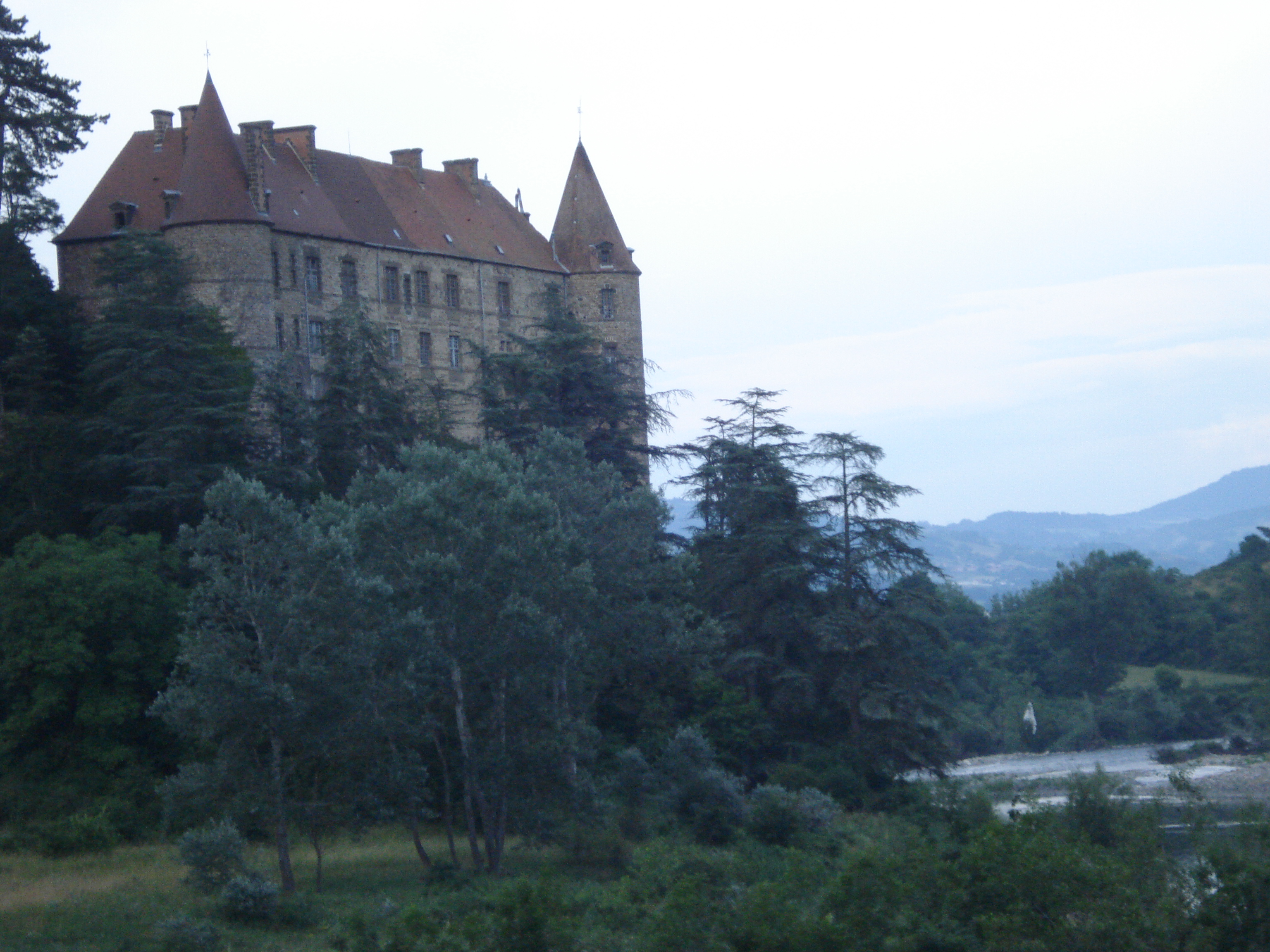
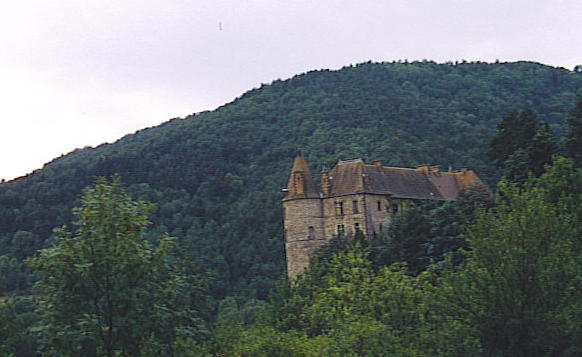

## Architecture

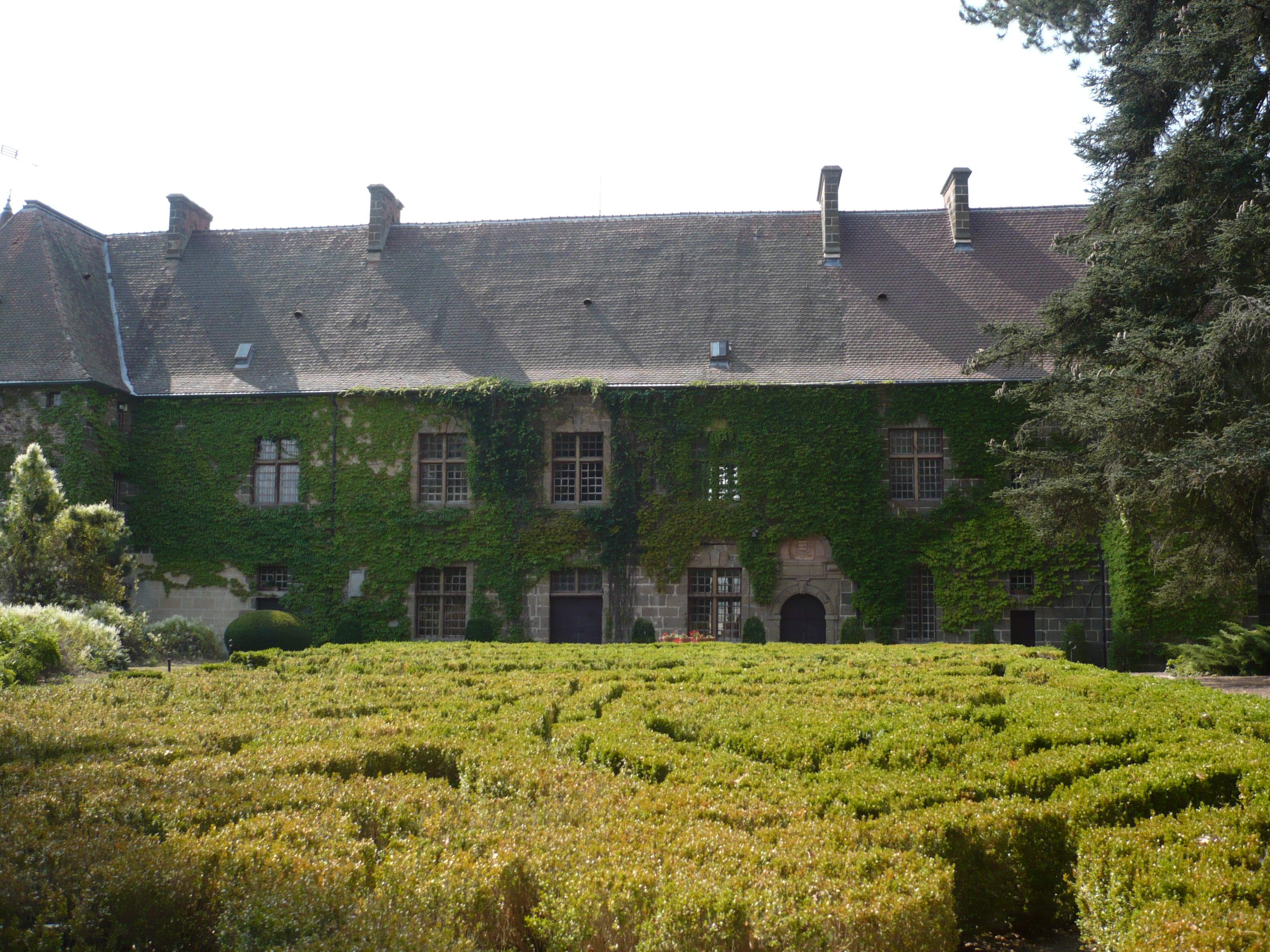
La porte principale surmontée des armes de la famille.

Le château fut construit avec des pierres locales comme la pierre grise volcanique et cette ocre typique de l’Emblavez. Selon certains, le corps de logis comporte aussi un toit très pentu rappelant les maisons de Bourgogne car, à l'époque de la construction, les Polignac auraient été proches de l'évêque du Puy-en-Velay d'alors, Jean de Bourbon. Mais, ce point de vue est contesté car, si effectivement Jean de Bourbon était bourguignon et a été à l'origine de certaines des réalisations architecturales de cette époque dans son diocèse, si, par ailleurs, il a été sympathisant comme le vicomte de Polignac  de la Ligue du Bien Public , les rapports houleux  maintes fois constatés entre les Polignac et les évêques du Puy plaideraient plutôt contre cette assertion. Par ailleurs, les toits du château sont « à la française » avec des hauts combles et des tuiles plates conformément à la mode du temps et au désir de suivre les tendances architecturales adoptées par la cour de France.
Sur la façade de l'aile sud encore présente, on remarque, au-dessus de la porte principale, une pierre timbrée aux armes des Polignac. Au-dessous est inscrite la date de 1634. L'ensemble est recouvert d'un arc de plein cintre. Les claveaux en bossage de l'archivolte retombant sur des pieds-droits unis, permettent de dater la porte de la fin du XVIe siècle.
Les façades et toitures du château sont inscrites au titre des monuments historiques par arrêté du 16 février 1967.

## Personnalités liées au château
- La duchesse de Polignac née Gabrielle de Polastron
- Le prince Jules de Polignac (1780-1847)
- Le cardinal Melchior de Polignac
- Hélène de Bauffremont
- Le comte Melchior de Polignac
- Le comte Pierre de Polignac
- Le duc Armand-Charles de Polignac